# Lycenchelys bellingshauseni
Lycenchelys bellingshauseni es una especie de pez de la familia de los Zoarcidae en el orden de los perciformes.

## Morfología
Los machos pueden llegar a alcanzar los 26,6 cm de longitud total.

## Hábitat
Es un pez de mar y de aguas profundas que vive entre 620-640 m de profundidad.

## Distribución geográfica
Se encuentra en el Océano Antártico: frente a las costas de Georgia del Sur.

## Observaciones
Es inofensivo para los humanos. 